# Technische Specificatie voor Interoperabiliteit
Een Technische Specificatie voor Interoperabiliteit (TSI), is een specificatie van de Europese Unie ten behoeve van de integratie van de Europese spoorwegnetten, opdat één samenhangend Europees spoorwegsysteem ontstaat.
De TSI's zijn beperkt tot wat nodig is voor interoperabiliteit, want het doel van de TSI's is alleen dat spoorwegvoertuigen in Europa over het hele spoorwegnet kunnen rijden. Het blijft dus mogelijk om railvoertuigen en spoorinfrastructuur te ontwikkelen en aan te schaffen die voldoen aan de specifieke eisen en wensen van spoorwegondernemingen respectievelijk spoorwegbeheerders. De TSI's gelden voor het Europese hogesnelheidsnet, de spoorlijnen die onderdeel zijn van het trans-Europese netwerk voor transport en een aantal andere spoorlijnen. Het toepassingsgebied van de TSI’s wordt geleidelijk uitgebreid tot het gehele spoorwegsysteem in de Europese Unie.
TSI's worden vastgesteld door de Europese Commissie op basis van aanbevelingen van het Spoorwegbureau van de Europese Unie. Dit bureau maakt aanbevelingen voor verbeteringen van TSI's, uitbreiding van het werkingsgebied van de TSI's en nieuwe TSI's in nauwe samenwerking met de vertegenwoordigers van de Europese spoorgwegsector.

## Indeling
Er zijn elf TSI's. Ze zijn in te delen in functionele en structurele TSI's. De functionele TSI's omvatten de subsystemen 'exploitatie en verkeersleiding' en telematicatoepassingen voor passagiers en goederenvervoer. De structurele TSI's omvatten de subsystemen infrastructuur, energie en rollend materieel. Een aantal TSI's beschrijven zowel technische als organisatie- en operationele elementen, en zijn daarom bij beide groepen in te delen. Deze zijn daarom als 'algemene TSI's' te omschrijven. Het gaat om de TSI's voor gehandicapten en personen met beperkte mobiliteit; veiligheid in spoorwegtunnels en seingeving en besturing. Een overzicht staat hieronder.
|  | functionele TSI's | functionele TSI's                                 | functionele TSI's |  |  | structurele TSI's             | structurele TSI's                 | structurele TSI's | structurele TSI's | structurele TSI's | structurele TSI's               | structurele TSI's |  |
|  |                   |                                                   |                   |  |  | TSI's voor rollend materieel  |                                   |                   |                   |                   |                                 |                   |  |
|  |                   | exploitatie en verkeersleiding                    |                   |  |  |                               | locomotieven en passagierstreinen |                   | geluidsemissies   |                   | goederenwagons                  |                   |  |
|  |                   |                                                   |                   |  |  |                               |                                   |                   |                   |                   |                                 |                   |  |
|  |                   | telematicatoepassingen voor passagiers            |                   |  |  |                               |                                   |                   |                   |                   |                                 |                   |  |
|  |                   |                                                   |                   |  |  | TSI's voor vaste installaties |                                   |                   |                   |                   |                                 |                   |  |
|  |                   | telematicatoepassingen voor goederenvervoer       |                   |  |  |                               | infrastructuur                    |                   |                   |                   | energie                         |                   |  |
|  |                   |                                                   |                   |  |  |                               |                                   |                   |                   |                   |                                 |                   |  |
|  |                   |                                                   |                   |  |  |                               |                                   |                   |                   |                   |                                 |                   |  |
|  | algemene TSI's    |                                                   |                   |  |  |                               |                                   |                   |                   |                   |                                 |                   |  |
|  |                   | gehandicapten en personen met beperkte mobiliteit |                   |  |  |                               | veiligheid in spoortunnels        |                   |                   |                   | besturing en seingeving (ertms) |                   |  |
|  |                   |                                                   |                   |  |  |                               |                                   |                   |                   |                   |                                 |                   |  |
|  |                   |                                                   |                   |  |  |                               |                                   |                   |                   |                   |                                 |                   |  |

## Ontwikkeling
De eerste TSI's werden in 1999 van kracht. Het toepassingsgebied van een aantal TSI's was in de eerste jaren na hun vaststelling beperkt, ze golden dan bijvoorbeeld alleen voor het Europese hogesnelheidsnet. Sinds 2015 is de volledige set van elf TSI's van kracht. De ontwikkeling van TSI's zal zich voort blijven zetten, om in te spelen op nieuwe technische mogelijkheden, nieuwe behoeften van de spoorsector en om de TSI's te optimaliseren op basis van ervaringen. 
| TSI (afgekort) | TSI (omschrijving)                                   | eerste wetgeving      | van kracht sinds | beperking toepassingsgebied       |
| -------------- | ---------------------------------------------------- | --------------------- | ---------------- | --------------------------------- |
| TSI OPE        | exploitatie en verkeersleiding                       | beschikking 2002/734  | 12-03-2003       | beperkt tot het hogesnelheidsnet  |
| TSI OPE        | exploitatie en verkeersleiding                       | beschikking 2006/920  | 18-05-2007       | beperking opgeheven               |
| TSI TAP        | telematicatoepassingen voor passagiers               | verordening 454/2011  | 13-05-2011       |                                   |
| TSI TAF        | telematicatoepassingen voor goederenvervoer          | beschikking 2004/446  | 19-01-2006       |                                   |
| TSI RST        | rollend materieel - locomotieven en reizigerstreinen | beschikking 2002/735  | 30-11-2002       | beperkt tot het hogesnelheidsnet  |
| TSI RST        | rollend materieel - locomotieven en reizigerstreinen | besluit 2011/291      | 01-06-2011       | beperking opgeheven               |
| TSI NOI        | rollend materieel - geluidsemissies                  | beschikking 2004/446  | 08-02-2006       | uitgezonderd het hogesnelheidsnet |
| TSI NOI        | rollend materieel - geluidsemissies                  | verordening 1304/2014 | 01-01-2015       | uitzondering opgeheven            |
| TSI WAG        | rollend materieel - goederenwagons                   | beschikking 2004/446  | 31-01-2008       |                                   |
| TSI INF        | infrastructuur                                       | beschikking 2002/732  | 30-11-2002       | beperkt tot het hogesnelheidsnet  |
| TSI INF        | infrastructuur                                       | besluit 2011/275      | 01-06-2011       | beperking opgeheven               |
| TSI ENE        | energie                                              | beschikking 2002/733  | 30-11-2002       | beperkt tot het hogesnelheidsnet  |
| TSI ENE        | energie                                              | besluit 2011/274      | 01-06-2011       | beperking opgeheven               |
| TSI PRM        | gehandicapten en personen met beperkte mobiliteit    | beschikking 2008/164  | 01-07-2008       |                                   |
| TSI SRT        | veiligheid in spoortunnels                           | beschikking 2008/163  | 01-07-2008       |                                   |
| TSI CCS        | besturing en seingeving (ERTMS)                      | beschikking 1999/569  | 29-07-1999       | beperkt tot het hogesnelheidsnet  |
| TSI CCS        | besturing en seingeving (ERTMS)                      | beschikking 2004/447  | 28-09-2006       | beperking opgeheven               |